# Hans-Albert Martens
Hans-Albert Martens (eigentlich Martin Arbelt; * 25. Juli 1906 in Graudenz, Westpreußen; † 8. Januar 1986 in Berlin) war ein deutscher Schauspieler und Hörspielsprecher.

## Wirken
Hans-Albert Martens besuchte die Oberrealschule in Beuthen und erhielt später Privatunterricht. Erste Auftritte als Theaterschauspieler  hatte er am Landestheater Halle (1926–1927). Es folgten Engagements am Stadttheater Bautzen (1929–1930), dem Stadttheater Würzburg (1930–1932), dem Stadttheater Memel (1932–1934) und zwischen 1934 und 1944 an den Stadttheatern von Beuthen, Bielefeld, Mainz, Aachen und Nürnberg. Seine Rolle war meist die des jugendlichen Helden und Lebenskünstlers. In den Kriegsjahren 1944 und 1945 wurde er als Soldat an die Front einberufen. Nach 1945 hatte er zunächst Gastspiele in Nürnberg, Ingolstadt, Erlangen, Heidelberg und Bremen. Ab Beginn der 1950er Jahre wirkte er vorwiegend auf Berliner Bühnen (Theater am Kurfürstendamm, Hebbel-Theater, Renaissance-Theater, Schaubühne am Halleschen Ufer), wo er unter anderem in Goethes Faust, in Macbeth und Othello von Shakespeare oder in Dr.  med.  Hiob  Prätorius von Curt Goetz auftrat. Für Film und Fernsehen war er laut Belegen bis 1973 tätig und wirkte auch in verschiedenen Serien des ZDF mit. Seine erste Hörspielaufzeichnung stammt aus dem Jahr 1926.

## Filmografie (Auswahl)
- 1954: Legende eines Lebens (Fernsehfilm)
- 1954: Ballett und Pantomime (Fernsehfilm)
- 1955: Alibi
- 1955: Roman einer Siebzehnjährigen
- 1955: Peter Schlemihl (Fernsehfilm)
- 1956: Die tödliche Lüge (Fernsehfilm)
- 1960: Der Groß-Cophta (Fernsehfilm)
- 1960: Abendstunde im Spätherbst (Fernsehfilm)
- 1960: Zwei alte Damen feuern (Fernsehfilm)
- 1964: Abenteuerliche Geschichten (Fernsehserie, 1 Folge)
- 1970: Friedrich III. '...gestorben als Kaiser' (Fernsehfilm)
- 1970: Tommy Tulpe (Fernsehserie, 1 Folge)
- 1970: Das Bastardzeichen (Fernsehfilm)
- 1973: Algebra um Acht (Fernsehserie, 1 Folge)
- 1973: Lokaltermin (Fernsehserie, 1 Folge)

## Synchronrollen (Auswahl)
- 1957: Jan Pivec als Siegmund, König von Rom und Ungarn in Jan Hus

## Theaterrollen (Auswahl)
- 1952: Ilse Langner: Cornelia Kungström – Regie: Frank Lothar (Tribüne Berlin)
- 1954: Marcel Archard: Pierre und Isabelle – Regie: Karl-Heinz Schroth (Schaubühne am Halleschen Ufer)
- 1955: August Strindberg: Karl XII. – Regie: Oscar Fritz Schuh (Theater am Kurfürstendamm)
- 1957: Frances Goodrich/Albert Hackett: Das Tagebuch der Anne Frank (Otto Frank) – Regie: John Hanau (Gastspielbühne Berlin)
- 1962: Garson Kanin: Nicht von Gestern – Regie: Karl-Heinz Schroth (Schaubühne am Halleschen Ufer)
- 1963: Rolf Hochhuth: Der Stellvertreter  – Regie: Erwin Piscator (Volksbühne Berlin)
- 1965: Keith Waterhouse, Willis Hall: Lügen-Billy – Regie: Hagen Müller-Stahl (Schaubühne am Halleschen Ufer)

## Hörspiele (Auswahl)
- 1926: Josef Mooshofer: Der verbotene Weg  – Regie: Rolf Pinegger
- 1951: Josef Martin Bauer: Akademie der Schöpfung  – Regie: Gert Westphal
- 1951: George Bernard Shaw: Der Kaiser von Amerika  – Regie: Karl Peter Biltz
- 1951: Brünne tor Weegen: Niemand hat größere Liebe  – Regie: Elmar Schulte
- 1951: William Shakespeare: König Richard II.  – Regie: Gert Westphal
- 1952: Gisela Prugel: Apoll an der Seine  – Regie: Fritz Schröder-Jahn
- 1954: Jacques Deval: Die Kammerjungfer  – Regie: Wolfgang Spier
- 1954: Jean Anouilh: Léocadia  – Regie: Frank Lothar
- 1954: Kurt Kusenberg: Drachenkind – Dein Vater spinnt  – Regie: Wolfgang Spier
- 1954: Erwin Wickert: Der Verrat von Ottawa  – Regie: Hanns Korngiebel
- 1955: Fred von Hoerschelmann: Timbuktu  – Regie: Hanns Korngiebel
- 1956: Heinz Oskar Wuttig: Columbushaus  – Regie: Hanns Korngiebel
- 1957: Fritz Habeck: Der Fremde jenseits des Flusses  – Regie: Egon Monk
- 1958: Graham Greene: Ein peinlicher Unfall  – Regie: Curt Goetz-Pflug
- 1958: Dieter Meichsner: An der Strecke nach D.  – Regie: Curt Goetz-Pflug
- 1959: Ferdinand Bruckner: Elisabeth von England  – Regie: Hans Lietzau
- 1963: Thierry: Pension Spreewitz (Die Schauspielerin Schill, Folge 129, Erstsendung 2. Februar 1963) – Regie: Ivo Veit (RIAS Berlin)
- 1963: Thierry: Pension Spreewitz (Fräulein Schills Maskenballbekanntschaft, Folge 130, Erstsendung 16. Februar 1963) – Regie: Ivo Veit (RIAS Berlin)
- 1963: Rolf Hochhuth: Der Stellvertreter  – Regie: Erwin Piscator
- 1964: Hans Kasper: Die Flöte von Jericho  – Regie: Wolfgang Spier
- 1974: Theodor Fontane: Effi Briest (3 Teile)  – Regie: Rudolf Noelte